# James Gang Rides Again
James Gang Rides Again es el segundo álbum de estudio de la agrupación estadounidense James Gang, publicado por ABC Records en 1970. Es el primer álbum de la banda con el bajista Dale Peters.

## Lista de canciones
Todas las canciones escritas y compuestas por Joe Walsh, except where noted. 
| N.º | Título | Duración |  |
| 1.  | «Funk #49» (Fox, Peters, Walsh)                                                                                         | 3:54     |  |
| 2.  | «Asshtonpark» (Fox, Peters, Walsh)                                                                                      | 2:01     |  |
| 3.  | «Woman» (Fox, Peters, Walsh)                                                                                            | 4:37     |  |
| 4.  | «The Bomber: Closet Queen"/ "Boléro"/ "Cast Your Fate to the Wind"» (Fox, Peters, Walsh, Maurice Ravel, Vince Guaraldi) | 7:04     |  |
| 5.  | «Tend My Garden» | 5:45     |  |
| 6.  | «Garden Gate» | 1:36     |  |
| 7.  | «There I Go Again» | 2:51     |  |
| 8.  | «Thanks» | 2:21     |  |
| 9.  | «Ashes the Rain and I» (Peters, Walsh)                                                                                  | 5:00     |  |

## Créditos
- Joe Walsh – guitarra, teclados, voz
- Dale Peters – bajo, guitarras, teclados, voz
- Jim Fox – batería, percusión, teclados, voz

Miembro adicional
- Rusty Young – steel guitar